# Poláky
Poláky (německy Pohlig) jsou vesnice v okrese Chomutov v Ústeckém kraji, část obce Chbany v severozápadních Čechách, asi 8 kilometrů jihovýchodně od Kadaně v nadmořské výšce 332 metrů. Rozkládají se od pravého břehu Nechranické přehrady až k železniční trati Kadaň–Vilémov.

## Název
Název vesnice je odvozen ze jména Polák ve významu osada Polákovy rodiny, nebo podle lidí z Polska, kteří se zde usadili. V historických pramenech se jméno vesnice vyskytuje ve tvarech: de Polek (1318), Polak (1400), z Polák (1475), na Polácích (1483), Polaky (1542 a 1546), Puhlik (1577), Polaky (1589), Pullig (1608), Polaky (1629), Pohlig nebo Pohlich a Polik (1787) a Pohlig nebo Poljk (1846).

## Historie
Území Poláků ve dvanáctém století patřilo valdsaskému klášteru, který zde údajně založil jeden ze svých hospodářských dvorů, tzv. grangii. První písemná zmínka o vesnici pochází až z roku 1318, kdy patřila Vlkovi a Bavorovi z Poláků. Poláci z Polák drželi vesnici rozdělenou na dva statky až do dvacátých let šestnáctého století. K příslušníkům rodu patřil například Vlad z Polák vězněný v letech 1404–1407 na pětipeské tvrzi nebo Markéta, která se v roce 1455 soudila o věno ve Vidolicích s Chotkem z Vojnína.

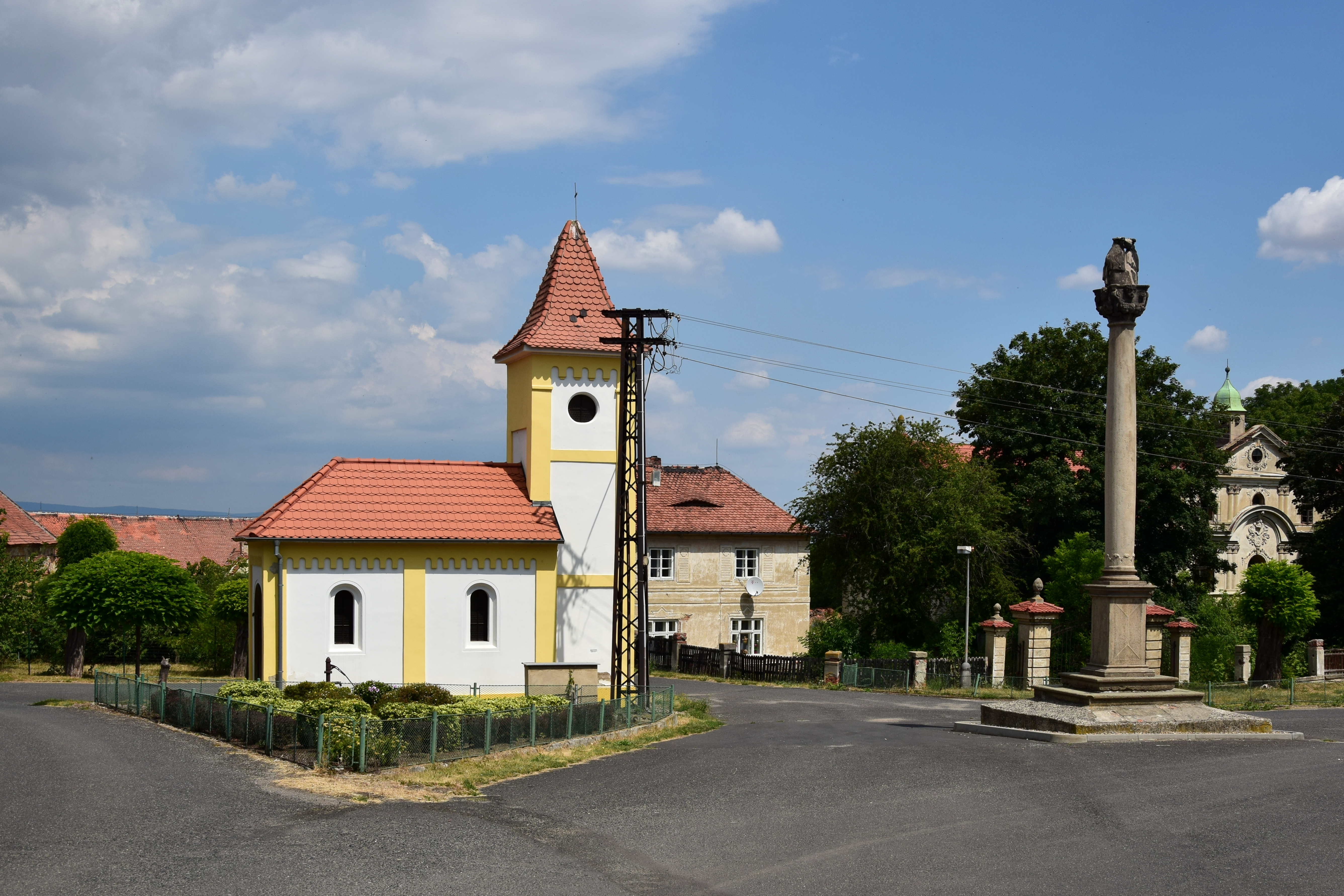
Náves s kaplí a sloupem Nejsvětější Trojice

Dalšími majiteli Polák se stali Mašťovští z Kolovrat, kteří si v nich postavili tvrz. Kromě vsi k panství patřil také dvůr a další dvě vesnice. Od Kolovratů panství v roce 1546 koupil Jan Žďárský ze Žďáru a jeho syn Žibřid je roku 1552 prodal Felixovi Hasištejnskému z Lobkovic. Po jeho smrti Poláky zdědila sestra Barbora a v roce 1557 její majetek získal Václav Lobkovic na Duchcově, od kterého je o tři roky později koupil Bohuslav Hasištejnský z Lobkovic. Poláky od něj dostala k užívání manželka Anna z Fictumu a Egerberka, ale nakonec je zdědil Bohuslavův syn Jan Valdemar. V roce 1589 statek získal Jan starší z Lobkovic a po něm bratr Ladislav z Lobkovic na Zbirohu. Ten spolu se svým bratrem Jiřím Popelem z Lobkovic upadl v nemilost císaře Rudolfa II., a proto v roce 1593 uprchl ze země. Jeho majetek zkonfiskovala královská komora, ale protože podstatná část Ladislavova majetku pocházela z věna manželky Magdalény ze Salmu, byly jí Poláky i další statky vráceny. Magdaléna je v roce 1596 prodala ahníkovskému Linhartovi Štampachovi ze Štampachu.
Po Linhartově smrti Poláky zdědil syn Jan Rejchart Štampach ze Štampachu, který se oženil s Annou Kaplířovou ze Sulevic. Narodil se jim syn Zdeslav, ale Jan Rejchart brzy poté zemřel, a za nezletilého Zdeslava spravoval majetek strýc Matyáš Štampach ze Štampachu. Ten se zúčastnil stavovského povstání, za což byl odsouzen ke ztrátě dvou třetin majetku. Zdeslav však prokázal, že se povstání neúčastnil a Poláky mu byly i s blízkou Libouší vráceny. Jako evangelík je však panství v roce 1628 prodal Jindřichu Šlikovi a odešel ze země. Podle kupní smlouvy k Polákům tehdy patřily vesnice Dolany, Drahonice, Lomazice, Chotěnice a část Hořenic. Jindřich Poláky věnoval jako věno své dceři Marii Sidonii provdané za hraběte Ottu z Friedberku a Trauburku. Marie Sidonie správu statku přenechala manželovi, ale později se s ním o majetek soudila. Spor rozhodl císař Leopold I., když rozhodl, že Otta musí majetek vrátit a manželce uhradit škody a vynaložené náklady.

### Po třicetileté válce

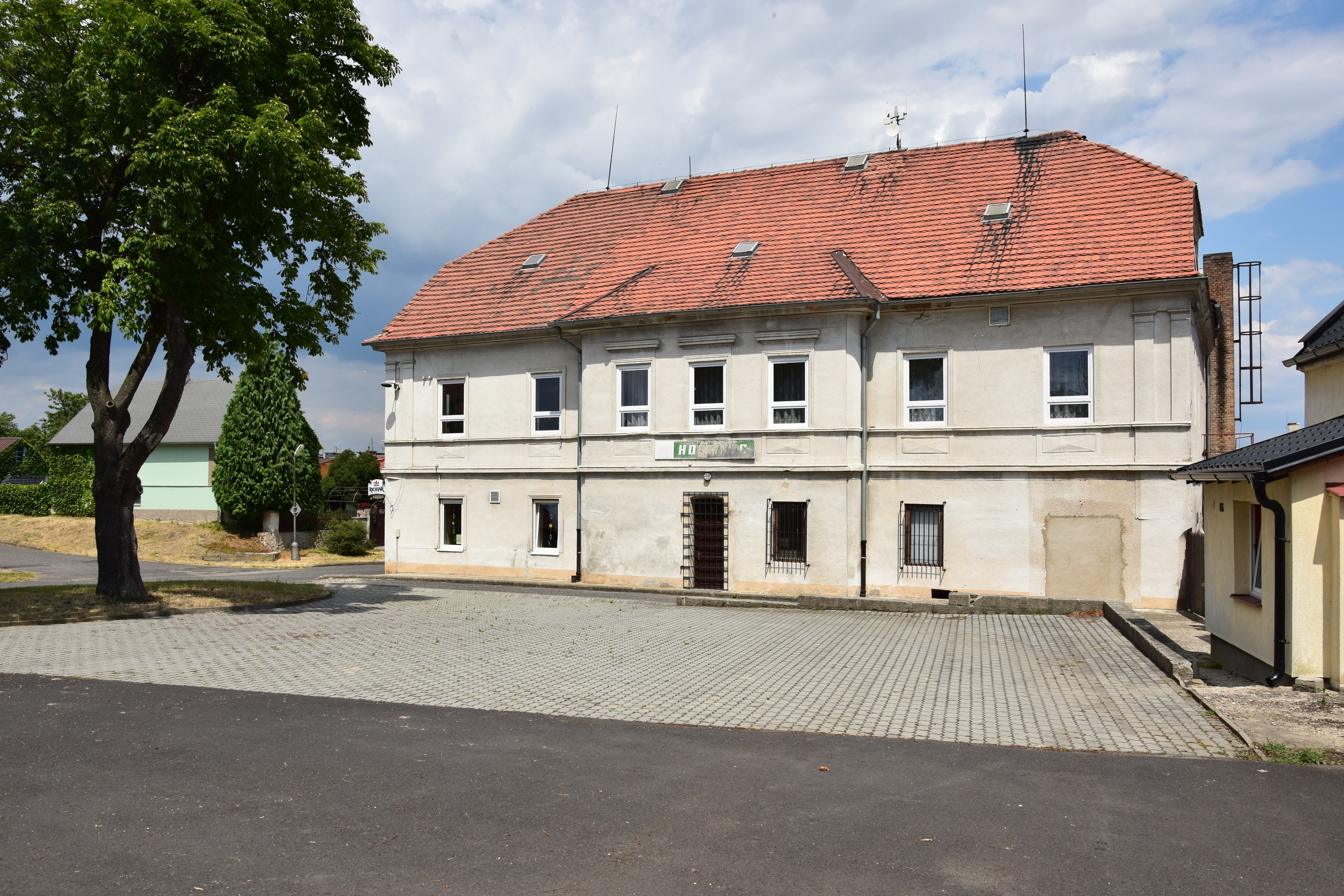
Hostinec

Během třicetileté války polácká tvrz zanikla. Berní rula z roku 1654 vesnici hodnotila dobře. Podle ní ve vsi žili čtyři sedláci, tři chalupníci a jeden člověk bez pozemků, který pracoval jako kovář. Sedláci chovali deset krav, deset jalovic, 51 ovcí a 34 prasat. Chudším chalupníkům patřilo jen šest krav, tři jalovice, šestnáct ovcí a dvanáct prasat. Jeden z nich byl řezníkem a druhý provozoval šenk. Dobytek choval i kovář, který měl krávu, čtyři ovce a kozu. Hlavním zdrojem obživy bylo, kromě chovu dobytka, pěstování pšenice a žita, ale fungoval zde také pivovar, ve kterém se vařilo šest sudů piva ročně.
Další majitelé vesnice se často střídali. Patřili k nim Strojetičtí ze Strojetic, hrabě Gustaf Adolf z Warmsbachu, hrabata z Questenberku. V letech 1745–1815 statek patřil hrabatům z Pergenu, kteří koncem osmnáctého století nechali na místě staré tvrze postavit pozdně barokní zámek. Podle tereziánského katastru k panství patřily blízké vesnice Hořenice, Dolany, Lomazice, Malé Krhovice, Drahonice, Chotěnice, Přezetice a vzdálenější Korunní a Kamenec. V Polákách provozovali řemeslo kovář, řezník, kolář a tkadlec. Posledním šlechtickým rodem, kterému panství před zrušením poddanství patřilo, se stali Windischgrätzové, ale roku 1868 zdejší dvory s 428 hektary půdy koupil Ferdinand Josef z Lobkovic.
Na přelomu osmnáctého a devatenáctého století se v okolí začalo v malých dolech těžit hnědé uhlí. Přímo u vesnice byl ve druhé čtvrtině devatenáctého století otevřen důl P. Maiera, ale do katastrálního území vesnice zasahoval také mnohem větší důl Alois u Hořenic. Ve stejné době se v okolí šířilo také ovocnářství.

### Dvacáté století

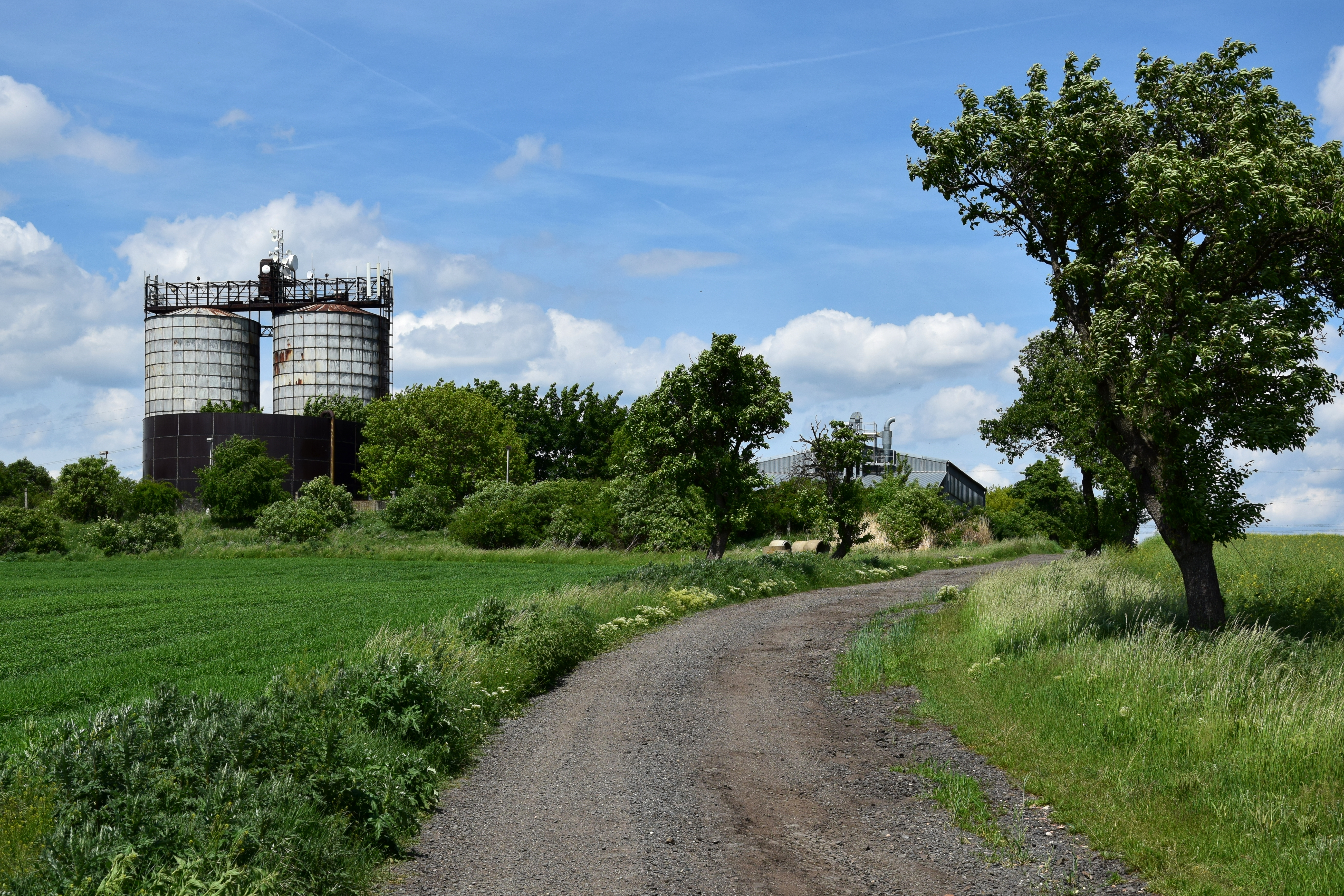
Areál bývalého kravína u cesty do Pětipes

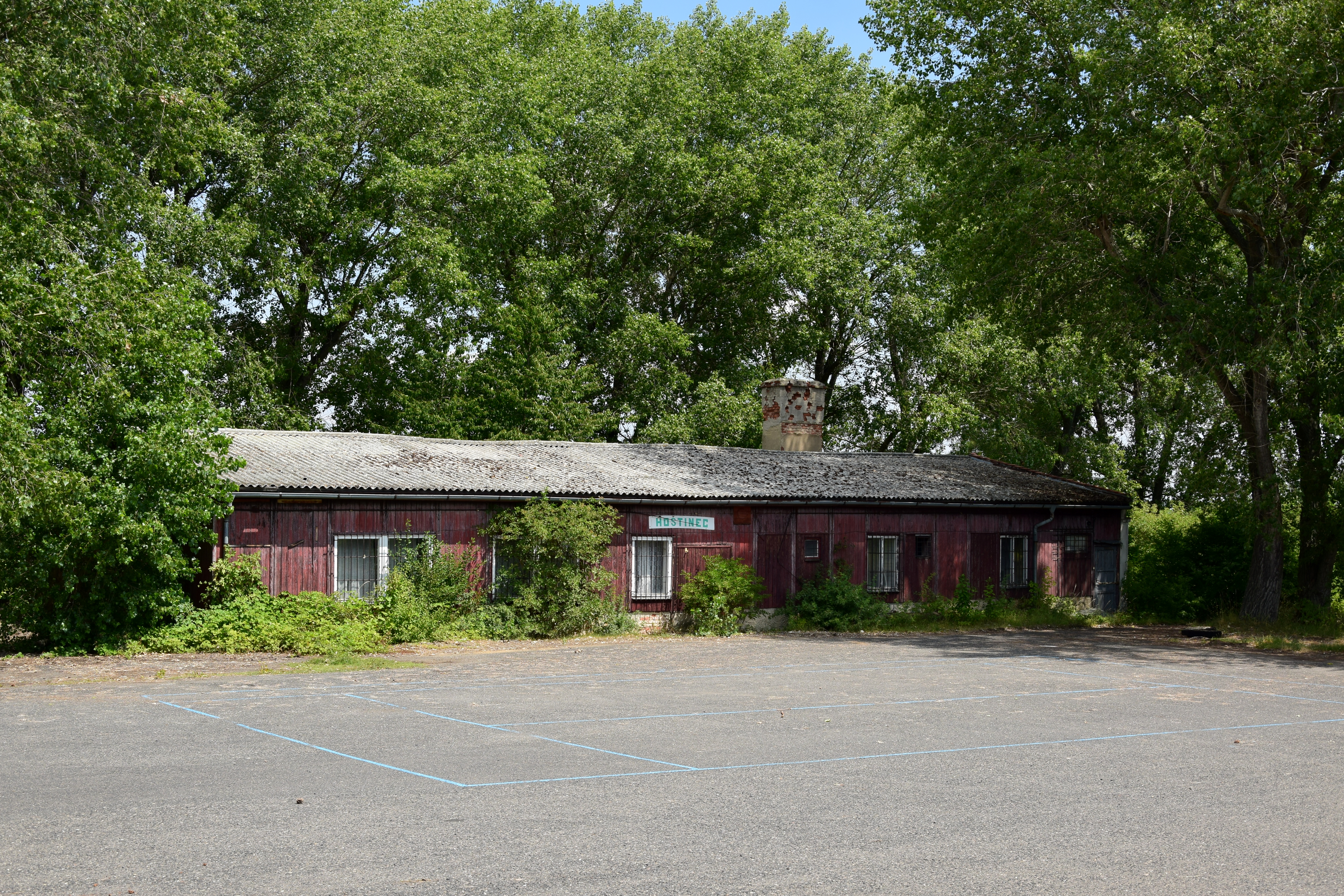
Jeden z objektů bývalé věznice

V roce 1919 byla na návsi postavena kaple, jejíž část sloužila jako hasičská zbrojnice. Při pozemkové reformě byl lobkovický statek zmenšen pouze o 39 hektarů a zbývající rozsáhlé pozemky v roce 1924 koupil R. Hrbáček-Hradčovský. Ve vsi bývala německá škola, v jejíž tělocvičně byla 5. ledna 1925 zahájena výuka české malotřídní školy. Ve stejném roce byla vesnice připojena k rozvodné síti lomazické elektrárny.
Po druhé světové válce byli Němci vystěhováni a přidělování jejich majetku řídila místní správní komise. Škola nebyla po válce obnovena a děti chodily nejprve do Dolan a po jejich zatopení vodou nechranické přehrady do Kadaně. Vznikl zde státní statek, který roku 1960 převzal hospodaření jednotného zemědělského družstva ve Chbanech, s nímž se už dříve sloučila družstva v Roztylech a Přeskakách.
Od 4. srpna 1958 do roku 1968 ve vsi fungovala věznice pro 300 mužů, kteří měli pracovat v zemědělství. Po zrušení věznice její areál využívala vojenská posádka, která se po výstavbě nechranické nádrže přestěhovala do nových budov pod hrází u Nechranic. Později státní statek zřídil v části budov skladiště a kuchyni s jídelnou. Po roce 1990 vývařovnu krátkou dobu provozoval soukromý majitel, ale posléze zůstala i ta bez využití. V šedesátých letech dvacátého století nechal státní statek pro své zaměstnance postavit sedm rodinných domů a v roce 1973 dokončil výstavbu čtyř bytových domů po šesti bytech. Správa statku sídlila na zámku, kde byl zřízen i její archiv. V roce 1977 statek otevřel novou prodejnu smíšeného zboží a ve stejném roce dokončil stavbu velkokapacitního kravína jižně od vesnice. O dva roky později statek založil odštěpný zemědělský stavební závod, který stavěl obytné domy typu okál v Mašťově a Hradci, upravil drůbežárnu v Černýši a postavil porodnici selat ve Vintířově.
Po roce 1990 byl kravín a stavební závod navržen do druhého kola privatizace, ale privatizace kravína nebyla úspěšná a jeho areál byl okolo roku 2000 bez využití. Ve stejné době byl ve vesnici obchod, pobočka pošty, restaurace, čistírna odpadních vod a železniční stanice.

## Přírodní poměry
V na přelomu let 2014 a 2015 došlo u vesnice k rozsáhlému sesuvu půdy, který zničil část rekreačních chat. Jeho příčinou bylo podmáčené jílovité podloží v kombinaci se zatížením svahu stavbami postupně rozšiřovaných chat. K podobným sesuvům docházelo také v letech 1958–1972.

## Obyvatelstvo
Při sčítání lidu v roce 1921 zde žilo 186 obyvatel (z toho 87 mužů), z nichž bylo 53 Čechoslováků a 133 Němců. Kromě dvou evangelíků patřili k římskokatolické církvi. Podle sčítání lidu z roku 1930 měla vesnice 194 obyvatel: 77 Čechoslováků a 117 Němců. Stále výrazně převládala římskokatolická většina, ale žilo zde také pět evangelíků, jeden člen církve československé a čtyři lidé bez vyznání. Většina Čechoslováků se po Mnichovské dohodě odstěhovala a jejich majetek převzala říšskoněmecká Osídlovací společnost.
| | 1869 | 1880 | 1890 | 1900 | 1910 | 1921 | 1930 | 1950 | 1961 | 1970 | 1980 | 1991 | 2001 | 2011 | 2021 |
| --- | ---- | ---- | ---- | ---- | ---- | ---- | ---- | ---- | ---- | ---- | ---- | ---- | ---- | ---- | ---- |
| Obyvatelé | 199  | 176  | 164  | 192  | 171  | 186  | 194  | 115  | 104  | 98   | 200  | 174  | 141  | 142  | 152  |
| Domy | 20   | 22   | 22   | 22   | 24   | 22   | 26   | 28   | 75   | 24   | 47   | 51   | 53   | 49   | 53   |
| Data z roku 1961 zahrnují domy z místních částí Hořenice, Malé Krhovice a zaniklých vesnice Dolany, Drahonice a Lomazice. |      |      |      |      |      |      |      |      |      |      |      |      |      |      |      |

## Obecní správa
Od roku 1850 byly Poláky samostatnou obcí v okrese Kadaň a v roce 1961 byly při územní reorganizaci převedeny do okresu Chomutov. Samostatnou obcí zůstaly až do 1. ledna 1981, kdy se staly částí obce Chbany. Během historie k nim patřila řada osad. Podle sčítání lidu v roce 1869 to byly Hořenice, Malé Krhovice, Nová Víska, Dolany, Drahonice a Lomazice, z nichž poslední tři zanikly v roce 1967 při napouštění vodní nádrže Nechranice a jejich území bylo připojeno ke Chbanům. Hořenice a Malé Krhovice byly spolu s Poláky převedeny ke Chbanům a Nová Víska byla už v roce 1950 součástí Hradce.
Přestože se většina obyvatel hlásila k německé národnosti, v obecních volbách konaných 18. listopadu 1928 získali Češi dva mandáty.

## Doprava

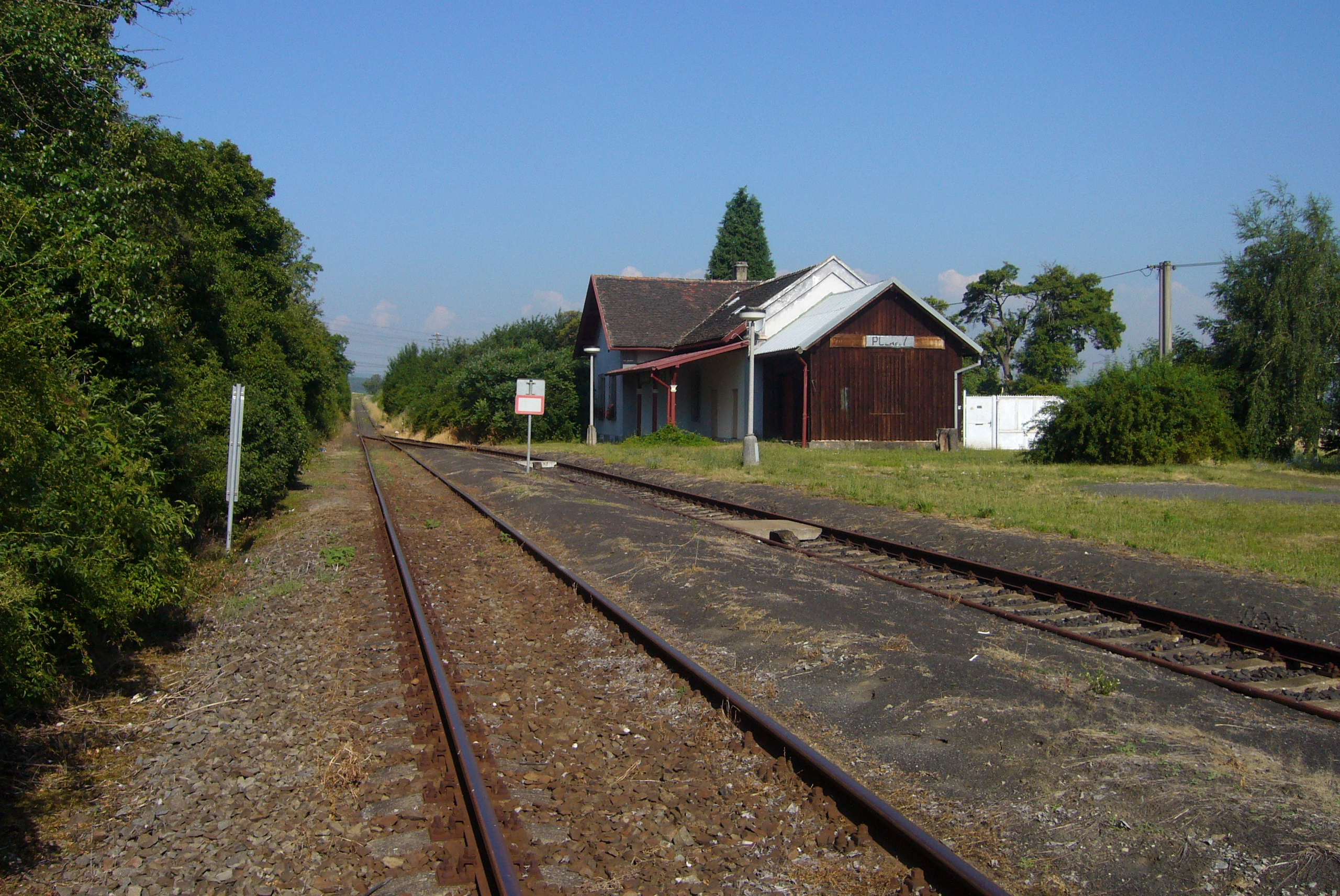
Železniční zastávka

Jižně od vesnice vede silnice číslo II/225. Po ní podle Celostátního sčítání dopravy provedeného v roce 2020 jezdilo v průměru 1 674 vozidel denně (1 421 osobních či dodávkových automobilů, 234 těžkých motorových vozidel a devatenáct motocyklů. Tuto komunikaci druhé třídy křižuje silnice III/2251 vedoucí ze středu obce Poláků, jižně od nich úrovňově křižuje zmíněnou silnici II/225, následně pokračuje dále k jihu a končí v obci Pětipsy na křižovatce s komunikací II/224. Veřejnou silniční dopravu zajišťuje v roce 2013 společnost Dopravní podnik měst Chomutova a Jirkova linkou číslo 562747, díky níž mají Poláky spojení se Chbany, pod něž patří, dále s Kadaní a se Žatcem.
Souběžně se silnicí II/225 je jižně od Poláků vedena železniční trať číslo 164 spojující Kadaň s Kašticemi. Doprava na trati však byla k 10. prosinci 2006 zastavena a nahrazena autobusy. Po trati pak začaly pod označením Doupovská dráha jezdit příležitostné železniční spoje objednávané Mikroregionem Radonicko a zajišťované Jindřichohradeckými místními drahami.

## Pamětihodnosti

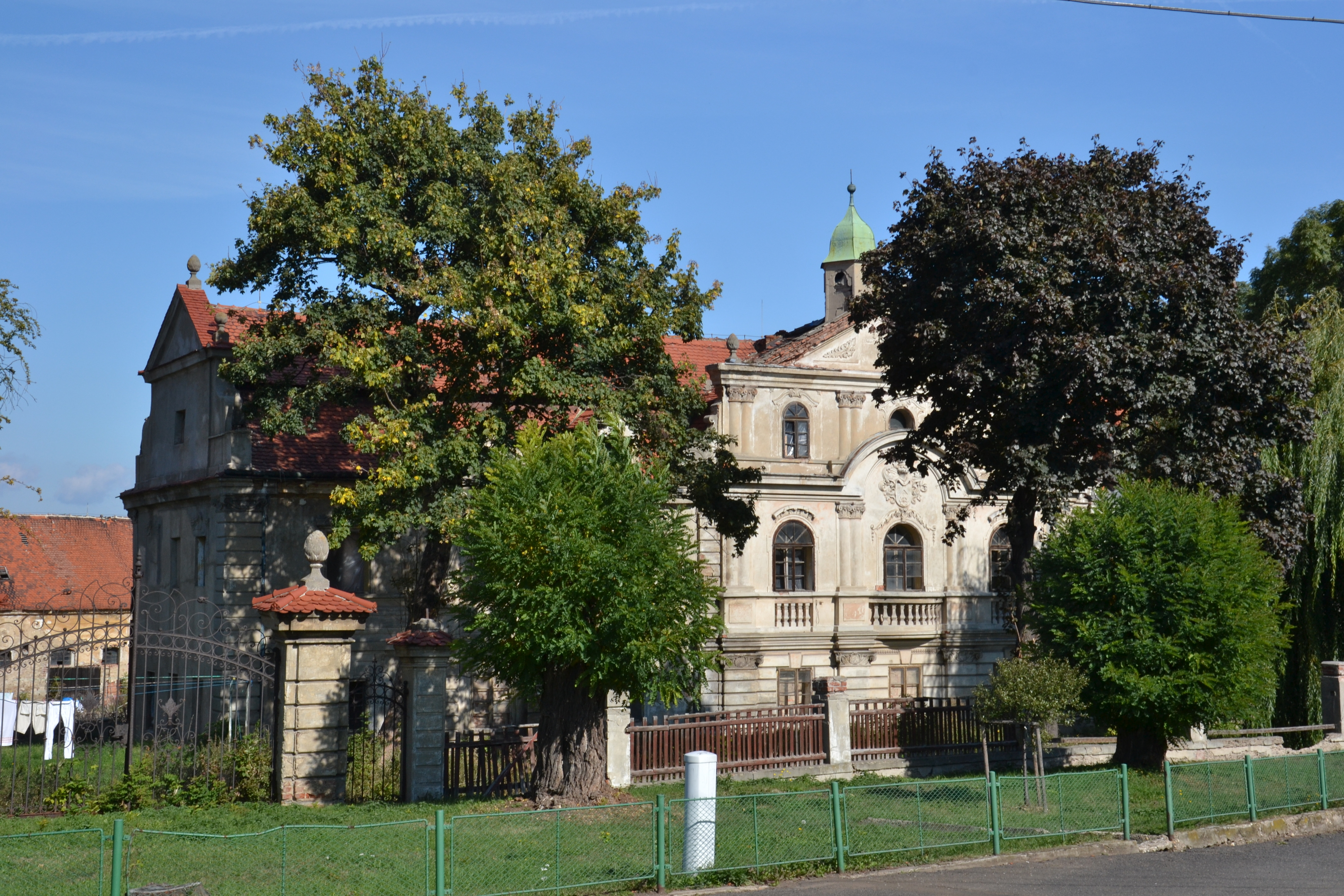
Zámek

Na severní straně návsi stojí památkově chráněný pozdně barokní zámek Poláky ze druhé poloviny osmnáctého století. Druhou kulturní památkou v Polákách je barokní sloup se sousoším Nejsvětější Trojice z roku 1685 (nebo 1683). Socha stojí na sloupu na hranolovém soklu s profilovanou patkou a římsou. Patku sloupu zdobí akantové listy.
U vesnice se nachází největší evropské pohřebiště bylanské kultury ze 7.–5. století před naším letopočtem.